# Japonvar
Japonvar is een gemeente in de Braziliaanse deelstaat Minas Gerais. De gemeente telt 8.536 inwoners (schatting 2009).

## Aangrenzende gemeenten
De gemeente grenst aan Brasília de Minas, Ibiracatu, Lontra, Patis, Pedras de Maria da Cruz en São Francisco.